# 新界婦孺福利會梁省德學校
新界婦孺福利會梁省德學校 （英語：NTWJWA Leung Sing Tak Primary School），創辦於1981年9月，是香港一所位於新界大埔大元邨的全日制標準政府資助小學。 學校面積約 4000平方米屬於男女校，該校辦學宗旨是「以積極推行學生品德、學業與活動並重的五育均衡發展為宗旨。「忠孝勤誠」為校訓；「以學生為本，一個也不放棄」為信念。」。

## 學校背景
新界婦孺福利會梁省德學校創立於1981年，學校沒有宗教背景，辦學團體為新界婦孺福利會有限公司，校長是陳家偉校長，校監李美辰女士。該校不設直屬中學亦不設聯繫中學。

## 學校發展計劃
新界婦孺福利會梁省德學校的學校發展計劃是：
優化學與教，培養學生自主學習能力，增強學生各方面的學習能力及表現；推行正向教育，培養學生正向的人生觀；推動資優教育，啟發學生潛能；發展電子學習平台，培養學生善用科技，與時並進。聯繫教育局、大學、其他教育機構等進行不同科目的協作計劃，提升教師專業知識，促進學與教。

## 教師質素
全校教師總人數為57人，其中100%擁有教育文憑、100%擁有學士資格、28%是碩士、博士或以上學歷、47%具有特殊教育培訓資歷；年資方面，42%老師年資在4年或以下、9%年資5年至9年、49%老師擁有10年或以上年資。

## 班級架構
2021/22學年班級結構資料24的班級結構是小一4班，小二4班，小三4班，小四4班，小五4班，小六4班，總計全校共開24班。(以教育局在2021年所批核的班級數目為準)
班級教學模式上以合作學習及活動教學模式上課。（小一至小六採用小班教學）
另有抽離班課堂以照顧學生學習多樣性。
一至三年級以平均能力分班；四至六年級以學業成績分班。

## 學習策略
新界婦孺福利會梁省德學校的教學語言是「中文」。
學校教學策略方面，在中、英、數、常各科設進展性評估，讓學生能檢視學習進程。學校根據學科舉辦雙週活動，如舉辦恆常數學活動、「中文詩詞背誦活動」、「大家來說普通話」活動等。課堂設計以合作學習為主，著重師生互動，強調學生高參與及分享學習成果，以提升學生自主學習能力。
學校全年全科考試次數為3次，全年全科測驗次數為0次。

## 歷任校長
1 鄺啟濤先生(創校校長)
2 宋平中先生
3 翁鏡松先生
4 朱景玄先生 （任期至2017年8月）
5 韋伊凌女士 （2017年9月至2021年）
6 陳家偉先生（2021年起，現任校長）